# رود کلیکیتت
رود کلیکیتت (انگلیسی: Klickitat River) شاخه‌ای از رود کلمبیا به طول حدود ۷۵ مایل (۱۲۱ کیلومتر)	 که در جنوب-مرکزی ایالت واشینگتن جریان دارد.